# Премія імені Лесі Українки
«Премія Кабінету Міністрів України імені Лесі Українки за літературно-мистецькі твори для дітей та юнацтва» — премія, яку присуджують щороку до дня народження Лесі Українки — 25 лютого за твори, які сприяють вихованню молоді в дусі національної гідності, духовної єдності українського суспільства та здобули широке громадське визнання.
Статус урядової премія отримала 14 січня 2004 року і відтоді премію присуджують у чотирьох номінаціях розміром 10 тис. гривень кожна:
1. літературні твори для дітей та юнацтва
2. художнє оформлення книжок для дітей та юнацтва;
3. театральні вистави для дітей та юнацтва;
4. кінотвори для дітей та юнацтва (з 2007).

З метою заохочення журналістів, авторів, художників, перекладачів художніх та публіцистичних творів, колективів театру та кіно до створення нових оригінальних творів у 2018 році Уряд збільшив розмір грошової частини премії за перемогу у кожній з номінацій з 10 до 20 тисяч грн.
З 1972 по 2003 щороку присуджувалася «Літерату́рна пре́мія і́мені Ле́сі Украї́нки».

## Історія премії
Літературна премія імені Лесі Українки за найкращий твір для дітей була заснована постановою Центрального Комітету КП України і Ради Міністрів УРСР від 17 липня 1970 р. N 372 «Про відзначення 100-річчя з дня народження Лесі Українки». Премія присуджувалася щорічно починаючи з 1972 року, в розмірі 1000 карбованців «за глибокоідейні та високохудожні твори для дітей, які сприяють комуністичному вихованню підростаючого покоління і здобули широке громадське визнання».
2004 року встановлена «Премія Кабінету Міністрів України імені Лесі Українки за літературно-мистецькі твори для дітей та юнацтва», яка «присуджується щороку за твори, які сприяють вихованню підростаючого покоління у дусі національної гідності, духовної єдності українського суспільства та здобули широке громадське визнання».

## Лауреати

### Номінація «Літературні твори для дітей та юнацтва»
- 1972 — Забіла Наталя Львівна (1903—1985) — за драматичну казку «Троянові діти», п'єсу-фантазію «Перший крок» та поетичні твори;
- 1973 — Багмут Іван Адріанович (1903—1975) — за повісті «Наш загін „Смерть фашистам!“», «Щасливий день суворовця Криничного», «Голубе плесо» й оповідання «Шматок пирога»;
- 1974 — Іваненко Оксана Дмитрівна (1906—1997) — за повість «Рідні діти», роман «Тарасові шляхи» та «Лісові казки»;
- 1975 — Збанацький Юрій Оліферович (1913—1994) — за роман «Кують зозулі», повісті «Курилові острови», «Ленінка», «Героподвія» та ін.;
- 1976 — Воронько Платон Микитович (1913—1988) — за збірки віршів «Читаночка», «Сніжна зіронька горить», «Облітав журавель», «Всім по сім», драматичну поему «Казка про Чугайстра»;
- 1977 — Бичко Валентин Васильович (1912—1994) — за віршоване оповідання «Сімейний альбом» та автобіографічну повість «Благословлялося на світ»;
- 1978 — Познанська Марія Абакумівна (1917—1995) — за віршовану розповідь «Фортеця над Дніпром» та збірку поезій «Щоб ти був щасливий»;
- 1979 — Пригара Марія Аркадіївна (1917—1983) — за вибрані твори «Вірші та казки», «Повісті та оповідання» (у двох томах);
- 1980 — Тютюнник Григір Михайлович (1931—1980) — за книги «Климко» та «Вогник далеко в степу»;
- 1981 — Ткач Дмитро Васильович (1912—1993) — за роман «Шторм і штиль»;
- 1982 — Нестайко Всеволод Зіновійович (1930—2014) — за повість-казку «Незвичайні пригоди в лісовій школі»;
- 1983 — Малик (Сиченко) Володимир Кирилович (1921—1998) — за твори історико-патріотичної тематики для дітей;
- 1984 — Комар Борис Панасович (1928—2018) — за збірки «Бджолиний мед», «Мандрівний вулкан»;
- 1985 — Ладижець Володимир Іванович (1924—1991) — за збірки віршів «Ластівки з Карпат», «Орлиный дом»;
- 1985 — Кава Віктор Іванович (1937—2004) — за повісті та оповідання «Будь обережна, Марійко!», «На те літо, після війни», «Осіння стежка», «Усмішка»;
- 1986 — Гриб Кузьма Кіндратович (1910—1997) — за збірку повістей «Назустріч юності»;
- 1987 — Давидов Анатолій Іванович (1938—2002) — за збірку оповідань «Сонечко спить у дзвониках»;
- 1988 — Близнець Віктор Семенович (1933—1981) — за повісті «Звук павутинки», «Земля світлячків», «Женя і Синько»;
- 1989 — Скомаровський Вадим Петрович (1937) — за книгу вибраних творів «Свіжа борозна» та збірку віршів «Завтра в школу»;
- 1990 — Сингаївський Микола Федорович (1936—2013) — за поетичні збірки «Калиновий вітер», «Ластівоча весна», «Маківка і Перчина»;
- 1991 — Олійник Микола Якович (1923—1997) — за роман «Дочка Прометея»;
- 1992 — Тендюк Леонід Михайлович (1931—2012) — за «Вибрані твори» (у двох томах) та збірку «Смерть в океані»;
- 1992 — Харчук Борис Микитович (1931—1988) — за збірку повістей «Зазимки і весни», збірку казок, оповідань, повістей «Горохове чудо»;
- 1993 — Слабошпицький Михайло Федотович (1946—2021) — за повість «Душі на вітрах» та збірки прозових творів «Озеро Олдан», «Папуга з осінньої гілки»;
- 1993 — Павленко Леонід Оксентійович (1924—1998) — за збірку легенд «Квіт папороті»;
- 1993 — Орач (Комар) Олег Юхимович (1940—2005) — за збірку віршів «Журавликова пісня»;
- 1994 — Чуб (Нитченко) Дмитро Васильович (1905—1999), (Австралія) — за науково-художню книжку «Слідами Миклухо-Маклая», збірку оповідань «Стежками пригод», книжку «Живий Шевченко»;
- 1994 — Костецький Анатолій Георгійович (1948—2005) — за збірку казкових, фантастичних та пригодницьких повістей «Мінімакс — кишеньковий дракон, або День без батьків», збірки віршів «Як зробити день веселим», «Нас батьки не розуміють», повість «Постукай у моє вікно»;
- 1994 — Жупапин Степан Ілліч (1936) — за збірку казок, загадок, скоромовок «На високій полонині» та співаник для дітей «Закарпатські візерунки»;
- 1995 — Лучук Володимир Іванович (1934—1992) — за збірки віршів та казок «Найрідніші слова» та «Казкова орбіта»;
- 1995 — Василашко Василь Федорович (1939) — за збірку віршів «Чи Україні ти син?»;
- 1996 — Чухліб Василь Васильович (1941—1997) — за збірки оповідань і казок «Олень на тому березі», «Куди летить рибалочка» та «Колискова для ведмедів»;
- 1997 — Бризгун-Шанта Леся (1920—2011), (Канада) — за збірку казок і оповідань «Золотий горішок»;
- 1997 — Білоус Дмитро Григорович (1920—2004) — за збірку віршів «Чари барвінкові»;
- 1998 — Яненко Микола Михайлович (1941—2020) — за збірку оповідань «Цвітуть в океані квіти»;
- 1998 — Стельмах Богдан Михайлович (1943) — за збірку віршів та казок «Писанка»;
- 1999 — Довжик (Должиков) Василь Михайлович (1943—2022) — за збірку повістей «Уперта хата»;
- 1999 — Голод Марія-Анна (1918—2003), (Канада) — за збірку прозових творів «Люстра пана Севастіяна»;
- 2000 — Шморгун Євген Іванович (1940) — за книжку оповідань «Мова зела»;
- 2000 — Камінчук Анатолій Семенович (1939) — за книжку віршів «Котики вербові»;
- 2001 — Стельмах Ярослав Михайлович (1949—2001) — за збірку повістей та оповідань «Голодний, злий і дуже небезпечний»;
- 2001 — Людкевич (Білоус) Марія Йосипівна (1948) — за збірку віршів «Домовик без черевик»;
- 2002 — Рутківський Володимир Григорович (1937—2021) — за повість-легенду «Сторожова застава»;
- 2002 — Качан Анатолій Леонтійович (1942) — за книгу віршів «До синього моря хмарина пливе»;
- 2003 — Малик Галина Миколаївна[5] (1951) — за повість «Злочинці з паралельного світу», Видавництво «Світ"[6].
- 2004 — Гриненко Галина Олександрівна (1925—2013) — за книжку «Життя і строфи».
- 2005 — Білоусов Євген Васильович (1952) — за повість-казку «Тарасове перо».
- 2006 — Ярмиш Юрій Феодосійович (1935—2013) — за книжки: «Дванадцятиголовий дракончик», «Казка стукає у двері», «Сповідь чаклуна».https://zakon.rada.gov.ua/laws/show/837-2007-п#Text
- 2007 — Зірка Мензатюк (1954) — за книжки «Київські казки», «Казочки-куцохвостики», «Таємниця козацької шаблі»
- 2008 — Коломієць Тамара Опанасівна (1935) — за збірки віршів «Де ховає сонце роси» та «Найперша стежечка»;[7]
- 2009 — Чередниченко Дмитро Семенович (1935—2021) — за книгу «Хлопчик Горіхове Зерня і Лісовичка»;[7]
- 2010 — Пономаренко Марія Антонівна (1945—2022) — за твори «Жайвір», «Сонячна країна — моя Україна», «Усміхнений сонях»;[8]
- 2011 — Логвин Юрій Григорович (1939—2019) — за роман «Таємна перлина»;[7]
- 2012 — Фалькович Григорій Аврамович (1940) — за книгу «Хвацькі вірші»;[7]
- 2013 — Гуменюк Надія Павлівна (1950) — за книгу «Шуршик В. та інші: Казки з Яринчиного саду»;[7]
- 2016 — Чубач Ганна Танасівна (1941—2019) — за книжку «Малюємо, читаємо, пишемо» (видавництво «Букрек»);
- 2017 — Марія Мороз (Морозенко) (1969—2023) — за книжки «Іван Сірко» (видавництво ВСЛ), «Я закохалася» (видавництво «Академія»);
- 2018 — Андрусяк Іван Михайлович (1968) — за книжки «Зайчикова книжечка» і «Третій сніг» (видавництво «Фонтан казок»);[9]
- 2020 — Дара Корній (Мирослава Замойська) (1970) — за книжки «Чарівні істоти українського міфу. Духи природи», «Чарівні істоти українського міфу Домашні духи», «Чарівні істоти українського міфу Духи-шкідники» (видавництво «Віват»);[10]
- 2021 — Ніцой Лариса Миколаївна (1969) — за книгу «Незламні мураші», яку видав ФОП Мельник М.Ю;[11]
- 2022 — Мамчич Олеся Олександрівна (1981) — за книгу віршів «Як правильно ревіти?» (видавництво «Ранок»);[12].
- 2023 — Кокотюха Андрій Анатолійович (1970) — за книгу «Врятувати вересень» (видавництво «Ранок»);

### Номінація «Художнє оформлення книжок для дітей та юнацтва»
- 2006 — Микола Пшінка — за художнє оформлення книг «Олімп. Книга I» та «Європа. Книга II»
- 2012 — Марина Пузиренко — за художнє оформлення книжки «Чудова мандрівка Нільса з дикими гусьми» Сельми Лагерльоф
- 2013 — Вікторія Ковальчук — за книгу «Про фею Дорофею» (видавництво «Апріорі»)
- 2020 — Катерина Рейда — за художнє оформлення книжки «Байки Езопа» у переказі Олександра Виженка (видавництво «Час майстрів»)[10]
- 2021 — Дмитро Печенкін (ПП «Рідна мова») — за художнє оформлення серії казок «Киці-мандрівниці»[11]
- 2022 — Оксана Садовенко — за книгу-альбом «Ти і Малевич» (видавництво «Час майстрів»)
- 2023 — Олександр Продан — за художнє оформлення книги «Дім» Катерини Тихозорої (видавництво «Ранок»)

### Номінація «Театральна вистава для дітей та юнацтва»
- 2006 — творчому колективу  Донецького  обласного  театру  ляльок  у складі режисера ПОЛЯКА Анатолія Петровича, художника-постановника ПАВЛИКА  Анатолія  Івановича,  акторів ЗАГНОЯ Михайла Вікторовича, ШАЙДЕРА Бориса Мефодійовича,  ГРЕКОВА В'ячеслава Семеновича  —  за виставу «Ніч на Івана Купала»
- 2008 — вистава Київського академічного театру юного глядача «Лісова пісня» (лауреати: Віктор Гирич, Анжеліка Гирич, Михайло Френкель, Валентин Томусяк, Валерія Чайковська)
- 2012 — вистава-музична казка «Пригоди бременських музикантів» Київського національного академічного театру оперети за п'єсою В.Ліванова та Ю.Ентіна «Трубадур та його друзі»
- 2013 — вистава Запорізького академічного театру молоді «Я не прощаюся…» (за оповіданням О. Артеменко)
- 2018 — вистава «Король лев» Київського академічного обласного музично-драматичного театру ім. П.К. Саксаганського (режисер-постановник – Артур Прокоп'єв)
- 2020 — вистава «Снігова королева» Національного академічного драматичного театру імені Івана Франка (режисер-постановник Давид Петросян, сценограф Петро Богомазов, композитор Олександр Кохановський)[10]
- 2021 — вистава «Легенда про Дракона» Херсонського обласного академічного музично-драматичного театру імені Миколи Куліша (автор Сергій Новачук, режисер-постановник Ірина Корольова)[11]
- 2022 — вистава «Пливе човен» Першого українського театру для дітей та юнацтва (режисер-постановник — Ірина Ципіна)
- 2023 — вистава «Хто росте в саду» Івано-Франківський академічний обласний театр ляльок імені Марійки Підгірянки (реж. Катерина Лук'яненко)[13][14]

### Номінація «Кінотвори для дітей та юнацтва»
- 2012 — лауреата не було названо[15].
- 2013 — за повнометражний дитячий фільм «Іван Сила» (творчий колектив у складі актора, режисера, сценариста, продюсера Віктора Андрієнка, актора, режисера, сценариста Ігоря Письменного, художника-постановника Ігоря Філіпова, кінооператора Олександра Кришталовича, композитора Ігоря Стецюка)[16]
- 2020 — «Пекельна Хоругва, або Різдво Козацьке» (автор сценарію — Олександр Власюк, більш знаний за творчим псевдонімом Сашко Лірник)[10]
- 2021 — повнометражний ігровий фільм «Стоп-Земля», знятий ТОВ «Ессе продакшн хаус». Автор сценарію та режисер — Катерина Горностай[11]